# Thygater luederwaldti
Thygater luederwaldti är en biart som först beskrevs av Carlos Schrottky 1910.  Thygater luederwaldti ingår i släktet Thygater och familjen långtungebin. Inga underarter finns listade i Catalogue of Life.